# Mérföld
A mérföld a hosszúságegységek egyik csoportja, amelynek számos fajtája még ma is használatos. Legelterjedtebb az angol mérföld, amit az angolszász országokban használnak (pl. Anglia, USA), hossza 1609,344 m.
| Név                             | Méter     | Átváltás, megjegyzés          |
| ------------------------------- | --------- | ----------------------------- |
| 1 földrajzi mérföld             | 7421,6 m  | (1/15) egyenlítői fok         |
| 1 nemzetközi tengeri mérföld    | 1852 m    |                               |
| 1 angol mérföld (mile)          | 1609,3 m  | 1760 yard                     |
| 1 dán mérföld (mii)             | 7532,5 m  | 24 000 láb (fod)              |
| 1 francia mérföld (lieu)        | 4452 m    |                               |
| 1 francia tengeri mérföld       | 5564,9 m  |                               |
| 1 magyar mérföld                | 8353,6 m  | régebben 8937,4 m és 8379,0 m |
| 1 német mérföld (Meile)         | 7500 m    | régebben 7532,5 m és 7422 m   |
| 1 német tengeri mérföld         | 1852,3 m  | (1/60) meridián fok           |
| 1 norvég mérföld                | 11 295 m  |                               |
| 1 osztrák mérföld (Meile)       | 7585,94 m | 4000 öl                       |
| 1 román mérföld                 | 7848,5 m  |                               |
| 1 svájci mérföld                | 4800 m    |                               |
| 1 svéd mérföld (mil)            | 10 000 m  |                               |
| 1 svéd tengeri mérföld (sjömil) | 7420,44 m |                               |

## Országok és mérföldek
Mérföld (mil, miil, mijl, mila, milja, mile, mille):
- ca. 1481 m – ókori római mérföld (m.p., mille passus, milliarium)
- 1524 m – londoni mérföld (London Mile)
- 1609,3426 m – történelmi statute mile Nagy-Britanniában 1959. július 1-jéig
- 1609,344 m – statute mile = 1760 yard
- 1820 m – Olaszország
- 1852 m – nemzetközi tengeri mérföld,
- 1852,3 m – (eine Meridianminute)
- A tengeri mérföld a hosszúsági kör hosszával arányos, hagyományosan 1852 m volt 1 tengeri mérföld, de a különböző országok geodéziai rendszerében elfogadott Föld-forma (geoid) alakja miatt a számított meridián hosszak valamelyest különbözhetnek.
- 1853,181 m – tengeri mérföld Törökország
- 1853,184 m – tengeri mérföld Egyesült Királyság (1970)
- 1853,248 m – tengeri mérföld Egyesült Államok (1954)
- 1855,4 m – (egy egyenlítőperc) az Egyenlítőt 40 000 km-nek véve
- kb. 1900 m – arab mérföld
- 2065 m – Portugália
- 2450 m – kelta Leuge
- 2470 m – Szardínia, Piemont
- 2622 m – Skócia
- 2880 m – Írország
- 3780 m – Flandria
- 3898 m – francia Lieue (Postleuge), megfelel 2000 testhossznak
- 4000 m – általános vagy metrikus Leuge
- 4444,8 m – Landleuge
- 4808 m – Svájc
- 4828 m – angol land league egyenlő 3 mérfölddel
- 5556 m – tengerileuge egyenlő 3 tengeri mérfölddel
- 5532,5 m – Poroszország (Landmeile)
- 6277 m – Luxemburg
- 6280 m – Belgium
- 6797 m – Szászország (Landvermessermeile)
- 7400 m – Hollandia
- 7409 m – (4 Meridiánperc)
- 7419,2 m – Hannoveri királyság
- 7419,4 m – Braunschweig hercegség
- 7420,4 m – Bajorország
- 7420,439 m – földrajzi mérföld (1/15 egyenlítőfok)
- 7421,6 m – (4 egyenlítőperc)
- 7146 m  lengyel mérföld = 7 wiorsta (verszta), 1819-től – 8534,31 m
- 7448,7 m – Württemberg
- 7450 m – Hohenzollern
- 7467,6 m – Oroszország = 7 verszta
- 7480 m – Csehország
- 7500 m – Szászország (kis / új postamérföld 1840),
- 7532,48 m – Poroszország
- 7532,5 m – német földmérföld, Hamburg,
- 7585,9 m – Ausztria-Magyarország (postamérföld)
- 7850 m – Románia
- 8534 m & 8353,6 m – Magyarország[1]
- 8800 m – Schleswig-Holstein
- 8888,89 m – Baden
- 9062 m – Szászország (közepes posta- vagy rendőrségi mérföld, 1722)
- 9206,3 m – Hesseni választófejedelemség
- 9261,4 m – (5 meridiánperc)
- 9277 m – (5 egyenlítőperc)
- 9323 m – Hannover (régi Landmeile), 1836 előtt
- 9347 m – Hannover (régi Landmeile), 1836 után
- 9869,6 m – Oldenburg
- 10 000 m – Skandinávia ma
- 10 044 m – Vesztfália (nagy Meile)
- 10 670 m – Finnország
- 10 688,54 m – Svédország (mil)
- 11 113,7 m – (6 meridiánperc)
- 11 132,4 m – (6 egyenlítőperc)
- 11 299 m – Norvégia (mil), ma pontosan 10 km